# 시라사카 조에이
시라사카 조에이(일본어: 白坂 長栄, 1922년 7월 23일 ~ 2015년 7월 8일)는 일본의 전 프로 야구 선수이자 야구 지도자이다. 이와테현 니노헤군 이치노헤정 출신이며 현역 시절 포지션은 내야수였다.

## 인물
이치노헤정에서 광대한 사과 과수원을 운영하는 농가에서 태어났다. 구제 이와테 현립 후쿠오카 중학교를 졸업한 후 센다이 철도국에 입사했지만 군에 응소해서 전지로 갔고, 전후에는 센다이 철도국 모리오카에서 투수와 유격수로서 활약했다. 이 때의 팀 동료로는 사와후지 미쓰로(훗날 긴테쓰 펄스에 입단)가 있다.
1948년 시즌 중에 오사카 타이거스에 입단했는데 이 입단은 모리오카에 원정 온 당시 감독이던 와카바야시 다다시의 입단 권유 때문이었다. 오사카 입단 후 주로 유격수로서 활약을 했다. 요시다 요시오가 입단한 후에는 곧바로 2루수로 전향했고 요시다와 2루수와 유격수 사이를 구축해나갔다. 프로 2년차인 1949년에는 투수로서 8경기에 등판한 적도 있다.
주전으로 정착한 1950년에는 타율 2할 5푼 8리, 18홈런, 72타점을 기록했다. 이듬해 1951년 이후에는 두 자릿수 홈런을 기록하진 않았고 타순도 2번 타자나 하위 타선에서 치는 일이 많았다. 한편 수비에 대해서는 일류였는데 요시다와의 ‘키스톤 콤비’를 구축하여 2루와 유격 사이는 철벽이라고 말할 정도였다. 1959년을 끝으로 현역에서 은퇴했다.
현역 은퇴 후 1960년부터 전력분석원을 맡았고 1964년부터 2군 감독으로서 현장에 복귀했다. 1966년부터는 다시 프런트에 들어가 스카우트 겸임 전력분석원, 1971년부터는 다시 2군 감독으로 부임하여 1974년까지 역임했다. 1975년부터 프런트에 다시 들어가 1977년까지 전력분석원을 지냈고 이후에도 한신 구단에서 근무하고 있었다.
2015년 7월 8일, 병환으로 효고현 니시노미야시의 병원에서 사망했다(향년 92세).

## 상세 정보

### 출신 학교
- 구제 이와테 현립 후쿠오카 중학교

### 선수 경력
- 센다이 철도국
- 화중 철도
- 센다이 철도국 모리오카
- 오사카 타이거스(1948년 ~ 1959년)

### 지도자 경력
- 한신 타이거스 2군 감독(1964년 ~ 1965년, 1971년 ~ 1974년)

### 개인 기록
- 통산 1000경기 출장 : 1957년 10월 7일 ※역대 43번째
- 2루수 최다 병살 프로 야구 기록 : 136병살(1950년)
- 2루수 최다 척살 프로 야구 기록 : 431척살(1950년)
- 올스타전 출장 : 3회(1952년, 1954년, 1955년)

### 등번호
- 27(1948년)
- 26(1949년)
- 17(1950년 ~ 1957년)
- 1(1958년 ~ 1959년)
- 65(1964년 ~ 1965년)
- 75(1971년 ~ 1974년)

### 연도별 타격 성적
| 연 도       | 소 속       | 경 기 | 타 석 | 타 수 | 득 점 | 안 타 | 2 루 타 | 3 루 타 | 홈 런 | 루 타 | 타 점 | 도 루 | 도 루 자 | 희 생 번 | 희 생 플 | 볼 넷 | 고 4 | 사 구 | 삼 진 | 병 살 타 | 타 율 | 출 루 율 | 장 타 율 | O P S |
| ----------- | ----------- | ----- | ----- | ----- | ----- | ----- | ------- | ------- | ----- | ----- | ----- | ----- | -------- | -------- | -------- | ----- | ---- | ----- | ----- | -------- | ----- | -------- | -------- | ----- |
| 1948년      | 오사카      | 1     | 1     | 1     | 0     | 0     | 0       | 0       | 0     | 0     | 0     | 0     | 0        | 0        | --       | 0     | --   | 0     | 0     | --       | .000  | .000     | .000     | .000  |
| 1949년      | 오사카      | 73    | 208   | 182   | 14    | 39    | 6       | 2       | 0     | 49    | 12    | 3     | 4        | 4        | --       | 22    | --   | 0     | 25    | --       | .214  | .299     | .269     | .568  |
| 1950년      | 오사카      | 139   | 588   | 520   | 81    | 132   | 22      | 2       | 18    | 212   | 72    | 17    | 4        | 5        | --       | 63    | --   | 0     | 45    | 8        | .254  | .335     | .408     | .743  |
| 1951년      | 오사카      | 106   | 387   | 324   | 50    | 78    | 12      | 3       | 6     | 114   | 44    | 3     | 2        | 12       | --       | 49    | --   | 2     | 29    | 7        | .241  | .344     | .352     | .696  |
| 1952년      | 오사카      | 120   | 541   | 446   | 92    | 121   | 20      | 5       | 6     | 169   | 43    | 22    | 9        | 19       | --       | 73    | --   | 3     | 30    | 6        | .271  | .377     | .379     | .756  |
| 1953년      | 오사카      | 101   | 454   | 375   | 54    | 106   | 14      | 1       | 8     | 146   | 50    | 19    | 3        | 23       | --       | 54    | --   | 2     | 31    | 5        | .283  | .376     | .389     | .765  |
| 1954년      | 오사카      | 123   | 434   | 366   | 45    | 78    | 12      | 1       | 8     | 116   | 42    | 14    | 6        | 8        | 3        | 56    | --   | 1     | 47    | 4        | .213  | .317     | .317     | .634  |
| 1955년      | 오사카      | 110   | 418   | 366   | 35    | 84    | 10      | 4       | 5     | 117   | 33    | 12    | 5        | 6        | 2        | 43    | 1    | 1     | 39    | 4        | .230  | .311     | .320     | .630  |
| 1956년      | 오사카      | 109   | 375   | 337   | 18    | 71    | 4       | 3       | 2     | 87    | 32    | 6     | 6        | 10       | 1        | 27    | 0    | 0     | 28    | 8        | .211  | .268     | .258     | .527  |
| 1957년      | 오사카      | 128   | 452   | 394   | 35    | 80    | 4       | 2       | 6     | 106   | 32    | 6     | 6        | 25       | 3        | 28    | 0    | 2     | 38    | 10       | .203  | .258     | .269     | .527  |
| 1958년      | 오사카      | 10    | 2     | 2     | 0     | 0     | 0       | 0       | 0     | 0     | 0     | 0     | 0        | 0        | 0        | 0     | 0    | 0     | 0     | 0        | .000  | .000     | .000     | .000  |
| 통산 : 11년 | 통산 : 11년 | 1020  | 3860  | 3313  | 424   | 789   | 104     | 23      | 59    | 1116  | 360   | 102   | 45       | 112      | 9        | 415   | 1    | 11    | 312   | 52       | .238  | .324     | .337     | .661  |

- 굵은 글씨는 시즌 최고 성적.

### 연도별 투수 성적
| 연 도      | 소 속      | 등 판 | 선 발 | 완 투 | 완 봉 | 무 4 구 | 승 리 | 패 전 | 세 이 브 | 홀 드 | 승 률 | 타 자 | 이 닝 | 피 안 타 | 피 홈 런 | 볼 넷 | 고 4 | 몸 맞 | 탈 삼 진 | 폭 투 | 보 크 | 실 점 | 자 책 점 | 평 자 책 | W H I P |
| ---------- | ---------- | ----- | ----- | ----- | ----- | ------- | ----- | ----- | -------- | ----- | ----- | ----- | ----- | -------- | -------- | ----- | ---- | ----- | -------- | ----- | ----- | ----- | -------- | -------- | ------- |
| 1949년     | 오사카     | 8     | 1     | 0     | 0     | 0       | 0     | 2     | --       | --    | .000  | 63    | 12.0  | 22       | 3        | 4     | --   | 0     | 1        | 0     | 0     | 18    | 16       | 12.00    | 2.17    |
| 통산 : 1년 | 통산 : 1년 | 8     | 1     | 0     | 0     | 0       | 0     | 2     | --       | --    | .000  | 63    | 12.0  | 22       | 3        | 4     | --   | 0     | 1        | 0     | 0     | 18    | 16       | 12.00    | 2.17    |